# Howship-Lakune
Howship-Lakunen (Lacuna erosionis, auch: Resorptionslakunen) sind flächige Ausbuchtungen in der Knochenmatrix, an denen der Umbau von Knochen stattfindet.
Benannt wurden die Osteoklasten enthaltenden Knochenlakunen nach John Howship (1781–1841), einem in London als Chirurg und Pathologischer Anatom vor allem auf dem Gebiet der Knochenforschung tätigen Mitglied des Councils of Surgeons.
Howship-Lakunen entstehen durch die Resorption von Knochensubstanz an den Oberflächen der Trabekel der Substantia spongiosa. Sie sind Zeichen des ständig stattfindenden Knochenumbaus. Aktive Osteoklasten-Gruppen fressen sich durch den Knochen, wo ein Umbau nötig ist. Die dadurch entstandene Buchten werden Howship-Lakunen genannt, in welchen dann durch Osteoblasten neue Knochenlamellen gebildet werden. Daraus erklärt sich das an vielen Stellen unregelmäßige Lamellenmuster der Trabekel. Das Ergebnis des Umbauprozesses ergibt die Knochendichte. Die Bedeutung der Osteoklasten hatte Albert von Koelliker 1873 erkannt.
Bei der Substantia compacta entstehen keine Howship-Lakunen, sondern Bohrkanäle von der Größe eines neuen Osteons.